# Reichsfeld
Reichsfeld är en kommun i departementet Bas-Rhin i regionen Grand Est (tidigare regionen Alsace) i nordöstra Frankrike. Kommunen ligger i kantonen Barr som tillhör arrondissementet Sélestat-Erstein. År 2022 hade Reichsfeld 289 invånare.

## Befolkningsutveckling
Antalet invånare i kommunen Reichsfeld
| Referens: INSEE |